# Triceratorhynchus
Triceratorhynchus là một chi phong lan trong họ Orchidaceae.